# Heinz Mosche Graupe
Heinz Mosche Graupe (geboren am 22. April 1906 in Berlin; gestorben 23. März 1997 in Chicago) war Philosoph, Historiker und Judaist. Er war von 1964 der erste Leiter des Instituts für die Geschichte der deutschen Juden.

## Leben
Graupe studierte an der Hochschule für die Wissenschaft des Judentums, an der Hebräischen Universität Jerusalem und an der Universität Berlin, war Mitglied und Präsident der Sozialdemokratischen Studentenorganisation und aktiv in der zionistischen Jugendbewegung. Mit einer Arbeit über Die Stellung der Religion im systematischen Denken der Marburger Schule promovierte er 1930 bei Eduard Spranger in Berlin zum Dr. phil. 1932 erwarb er das Rabbinerdiplom der Hochschule für die Wissenschaft des Judentums. Von 1932 bis 1933 unterrichtete Graupe Judaistik an der jüdischen Mittelschule Berlin. 
Im Jahre 1933 wanderte er nach Palästina aus. Dort fand er angesichts des Überangebots an Akademikern keine wissenschaftliche Stellung. Graupe arbeitete als Privatlehrer und Sekretär des jüdischen Friedensgerichts, von 1943 bis 1948 und 1949 bis 1961 war er in der Stadtverwaltung von Haifa tätig. 
1964 kehrte Graupe nach Deutschland zurück und wurde erster Leiter des Instituts für die Geschichte der deutschen Juden in Hamburg (bis 1972). Daneben lehrte er an der Universität Hamburg die Geschichte und Geistesgeschichte der deutschen Juden, 1971 wurde ihm die akademische Bezeichnung „Professor“ verleihen. Nach seiner Emeritierung 1972 blieb er noch bis 1975 in Hamburg und war dort Mitglied des Kulturausschusses der jüdischen Gemeinde sowie der Joseph-Carlebach-Loge. 1988 zog Graupe von Frankfurt nach Chicago zu seinem Sohn.

## Schriften (Auswahl)
- Kant und das Judentum. In: Zeitschrift für Religions- und Geistesgeschichte. Band 13, Heft 4, 1961, S. 308–333, doi:10.1163/157007361X00091.
- Die Entstehung des modernen Judentums. Geistesgeschichte der deutschen Juden. 1650–1942 (= Hamburger Beiträge zur Geschichte der deutschen Juden. 1, ZDB-ID 526596-4). Leibniz-Verlag, Hamburg 1969, (englisch: The Rise of modern Judaism. An Intellectual History of German Jewry 1650–1942. Translated from the German by John Robinson. Krieger, Huntington NY 1978, ISBN 0-88275-395-9).
- Die Statuten der drei Gemeinden Altona, Hamburg und Wandsbek. Quellen zur jüdischen Gemeindeorganisation im 17. und 18. Jahrhundert (= Hamburger Beiträge zur Geschichte der deutschen Juden. 3). Zwei Bände (Bd. 1: Einleitung und Übersetzungen. Bd. 2: Texte.). Christians, Hamburg 1973, ISBN 3-7672-0256-5.
- The systematic nature of Jewish theology. Two examples. Academy Chicago Publishers, Chicago IL 1995, ISBN 0-89733-423-X.